# Withering to Death.
Withering to death. ist das fünfte Studioalbum der japanischen J-Rock-Band Dir en grey. Ursprünglich am 9. März 2005 in Japan veröffentlicht, wurde es das erste Album der Band, das auch in Nordamerika und Europa erhältlich war.

## Entstehung
Nach den Release des Vorgängeralbums Vulgar 2003 begannen weitere Touren, welche sich bis ins Jahr 2004 hineinzogen. Am 3. März 2004 wurde exklusiv im bandeigenen Fanclub A Knot die Live-DVD-Sammlung Blitz 5 Days angeboten. Die Sammlung besteht aus 5 DVDs von Liveauftritten im Akasaka BLITZ in Minato (Tokio). Die Auftritte fanden im Sommer 2003 an fünf aufeinander folgenden Tagen statt. Die Liedauswahl jeder DVD (mit Ausnahme der Ersten) ist dabei einem Album der Band entnommen, ein paar Minuten Backstagematerial sind ebenfalls enthalten. Nach dem Release von Blitz 5 Days begannen die Aufnahmen für das neue Album, unter anderem wurde am 17. März die Single The Final veröffentlicht. Nach der darauf folgenden zweieinhalbmonatigen Tour durch Japan folgte im Juli Saku. Die Live-DVD Tour 04 The Code of Vulgar[ism] wurde am 6. November 2004 in Japan veröffentlicht, darin enthalten sind die letzten beiden Konzerte der Tour, welche im Zepp Tokyo aufgenommen wurden.
Am 9. März war es dann soweit: Nachdem Anfang 2005 das Art-Book THE MANIPULATED LIFE erhältlich war, stand nun das 5. Studioalbum von Dir en Grey in japanischen Läden. Es war das erste Album der Band, das auch in Europa und Nordamerika erhältlich war, vorher konnte ihre Musik nur über Importe oder Filesharing bezogen werden. Die Erstpressungen in Japan kamen mit einem lohfarbigen Cover und einem roten Booklet in die Läden, die normale Version besitzt ein schwarzes Cover und ein purpurnes Booklet.
Die amerikanischen und britischen Veröffentlichungen enthalten eine extra DVD, die die Musikvideos zu Saku sowie zu The Final enthält. Weitere Beigaben sind Liveaufnahmen von Merciless Cult, Machiavellism und Videomaterial der Tour 04 The Code of Vulgarism. Die französische Version enthält das Musikvideo zu Kodou, die deutsche Version das zu Saku.

### Tour

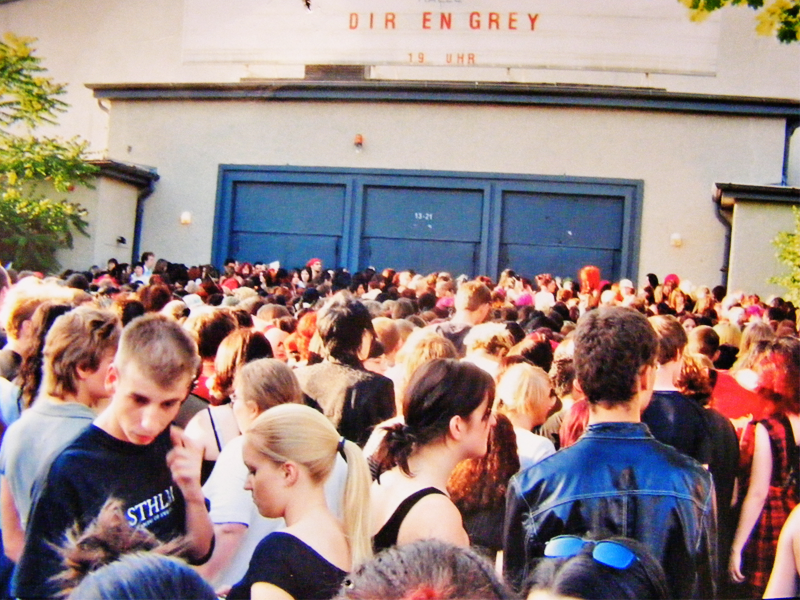
Fans vor der Columbiahalle in Berlin, Stunden vor dem ersten Deutschlandkonzert von Dir en grey am 28. Mai 2005

Am 28. Mai 2005 gaben sie ihren ersten Auftritt in Deutschland in der Columbiahalle in Berlin. Das Konzert war nach offiziellen Angaben innerhalb von drei Tagen ausverkauft, ohne dass es in den Medien stark beworben wurde. Insgesamt kamen 3500 Besucher zu dem Konzert. Neben dem Auftritt in Berlin trat die Band auch bei Rock am Ring am 3. Juni 2005 und Rock im Park am 4. Juni 2005 auf. Es folgten ein Konzert in Paris am 24. Juli 2005 und ein Auftritt beim Octopus Rock Festival in Belgien am 29. Juli 2005. Nachdem sie im März 2006 drei Konzerte in den USA gaben, traten Dir en grey auch wieder in Deutschland auf. Zum einen waren sie am 27. Mai 2006 in der Berliner Columbiahalle und dann am 28. Mai im Kölner E-Werk zu sehen und hatten kurz darauf erneut Auftritte bei Rock am Ring und Rock im Park. Nach der Tour in Europa folgte die durch Japan, ab November 2005 nahmen sie auch an der 2005 International Taste Of Chaos Tour teil.

## Stil
Allmusic beschreibt das Repertoire der Band als Mischung aus Death Metal, Industrial Dance-Rock und 70er Glam. Das Album hat mehr noch als sein Vorgänger eine düstere Härte, die ultratrockene Produktion betont diese Atmosphäre weiter.
Schwere Riffs bei Merciless Cult und Garbage mit aggressivem Growling und Geschrei sind ein Beispiel hierfür. Die Abwechslung zwischen harten und weichen, melodischen Gesangspassagen kommt auch bei diesem Album nicht zu kurz. Während C noch mit stakkatoartigem Schlagzeug für Abwechslung sorgt, besitzen Songs wie Higeki wa Mabuta wo Oroshita Yasashiki Utsu und Itoshisa Ha Fuhai ni Tsuki fast balladenartige, ruhige Melodien und klares Gitarrenspiel.
Psychedelisches Geschrei und Gekreische kommen bei Dead Tree, Beautiful Dirt, Saku und Kodoku ni Shisu, Yueni Kodoku vor, und werden mit melodischem, teils hohem Gesang, harten Riffs und ein paar ruhigen Passagen gekreuzt.
Der Rock-Metal-Hybrid Jesus Christ R 'n R verwendet am Anfang Synthesizer und gedämpftes Growling, Funkeinflüsse sind herauszuhören. Der zweite "Hybride" Spilled Milk verwendet sogar Glockengeläut als Hintergrundgeräusch.
Rockiger sind Machiavellism mit schnellen Riffs, Kodou und The Final sind schon fast radiotauglich.

## Rezeption
Allmusic schreibt, besonders Sänger Kyo's Falsettschreie würden den Sänger von The Darkness schlecht aussehen lassen. Withering to death. würde nichts neues bringen, weder lyrisch noch musikalisch. Das Lied Clever Sleazoid sei aber ein schönes Beispiel für den Sound der Band. Neue Fans würde die Gruppe damit aber nicht gewinnen, diejenigen, die den Stil der Band mögen, würden aber auch diese CD mögen. IGN meint, dass das Album kein großer musikalischer Schritt sei, sich aber bei Erfolg als ein großer geographischer herausstellen könnte.

## Titelliste
Die Texte sind alle von Kyo geschrieben. Wie seit dem Album Vulgar (2003) üblich, werden die Komponisten der einzelnen Lieder nicht genannt, sondern nur Dir en grey angegeben.
Titelliste CD:
1. Merciless Cult – 2:55
2. C – 3:30
3. Saku (朔 -Saku-) – 2:57
4. Kodoku ni Shisu, Yueni Kodoku. (孤独に死す、故に孤独。) – 3:25
5. Itoshisa Ha Fuhai ni Tsuki (愛しさは腐敗につき) – 4:15
6. Jesus Christ R 'n R – 4:00
7. Garbage – 2:49
8. Machiavellism – 3:16
9. Dead Tree – 4:50
10. The Final – 4:13
11. Beautiful Dirt – 2:33
12. Spilled Milk – 3:44
13. Higeki wa Mabuta wo Oroshita Yasashiki Utsu (悲劇は目蓋を下ろした優しき鬱) – 5:08
14. Kodou (鼓動) – 3:39

Bonus-DVD:

Nordamerika und Großbritannien:
1. Merciless Cult (live)
2. Final (PV)
3. Machiavellism (live)
4. Saku (PV)
5. Tour04 the Code of Vulgar(ism) (live)

Deutschland:
1. Saku (PV)

Frankreich:
1. Kodou (PV)

## Singles

### The Final
Die Platte stand am 22. März 2004 in japanischen Läden. Beiliegend sind drei Liveaufnahmen von Songs des Vulgar-Albums, welche während der Over the Vulgar Shudder Tour aufgenommen wurden.
Titelliste CD:
1. The Final – 4:17
2. Increase Blue (Live) – 3:39
3. Red... [em] (Live) – 5:05
4. The IIID Empire (Live) – 3:14

### Saku
Die Single Saku (朔 -Saku-) wurde am 14. Juli 2004 veröffentlicht. Ungewöhnlicherweise befindet sich das Titellied auf dem zweiten Platz. Das erste Lied Machiavellism kann am Anfang des Musikvideos zu Saku gehört werden, bevor das Lied beginnt. Das dritte Lied G.D.S. ist eine Studioaufnahme ebendieses Liedes, welches vorher schon zur Eröffnung von Konzerten der Band verwendet wurde.
Titelliste CD:
1. Machiavellism – 3:12
2. Saku (朔 -Saku-) – 2:58
3. G.D.S. – 7:46

## Mitwirkende
- Yoshinori Abe – Co-Produzent
- Tatsuya Sakamoto – Aufnahmen, Mischung, Mastering
- Dynamite Tommy – Executive Producer
- Koji Yoda – Art Director